# Donau-arena
De Donau-arena (Hongaars: Duna Aréna) is een zwemaccommodatie in Boedapest, Hongarije. Het complex bestaat uit vier zwembaden: twee 50 meterbaden, een 25 meterbad voor trainingsdoeleinden en een bad voor schoonspringen. Het zwemcomplex heeft een toeschouwerscapaciteit van 5000 plaatsen.
De zwemaccommodatie is ontworpen door Marcell Ferenc en werd gebouwd aan de oostelijke oever van de Donau in Boedapest ter gelegenheid van de wereldkampioenschappen zwemmen 2017.